# Salmon Cove
Salmon Cove är en ort i Kanada.   Den ligger i provinsen Newfoundland och Labrador, i den östra delen av landet, 1 700 km öster om huvudstaden Ottawa. Salmon Cove ligger 7 meter över havet och antalet invånare är 707.
Terrängen runt Salmon Cove är varierad. Havet är nära Salmon Cove åt sydost. Trakten är glest befolkad. Närmaste större samhälle är Carbonear, 6,7 km sydväst om Salmon Cove. 
I omgivningarna runt Salmon Cove växer i huvudsak blandskog.